# نووه میاستو ناد وارتان
نووه میاستو ناد وارتان (به لاتین: Nowe Miasto nad Wartą) یک روستا در لهستان است که در گمینا نووه میاستو ناد وارتان واقع شده‌است. نووه میاستو ناد وارتان ۱٬۵۴۳ نفر جمعیت دارد.